# Амбелакия (Лариса)
Амбела́кия (греч. Αμπελάκια) — село в Греции. Расположено на высоте 390 м над уровнем моря, на северо-западных склонах Осы, южнее правого берега Пиньоса, в 18 км к юго-востоку от его устья, перед входом в Темпейскую долину, в 26 км к северо-востоку от Ларисы. Административно относится к общине Темби в периферийной единице Лариса в периферии Фессалия. Площадь 51,448 км². Население 388 человек по переписи 2011 года.
В период турецкого господства (1453—1821) — один из центров ткацкого и прядильного производства хлопка.

## История
Роспись церкви святого Георгия датируется XVI веком.
В конце XVIII века в Амбелакии создан первый производственный кооператив, президентом которого стал Йоргос Маврос (Шварц). Кооператив обрабатывал и красил хлопок в красный цвет. В качестве красителя ярко-красного цвета использовалась марена красильная. Кооперативу удалось добиться блеска и однородности крашеной пряжи и успешно конкурировать с английскими фабриками. Результата добивались качественным отбеливанием хлопка. Применялись при крашении щёлок (карбонат калия) и плюски дуба (Quercus macrolepis). В Амбелакии работали 24 красильни. Кооператив имел партнёров в Вене, чьей задачей было доставлять продукцию Амбелакии в различные города (Лейпциг, Триест, Будапешт, Амстердам, Лион, Лондон, Константинополь, Салоники, Смирна), где находились агентства кооператива. Часть прибыли шла на содержание школ и благотворительных организаций, а также на налоги и подарки турецким пашам. Таким образом, Амбелакия получила своего рода привилегированную автономию.
В школе Амбелакии, называвшейся Эллиномусион («Ελληνομουσείον» — Греческий музей) преподавали Неофит Дука, Евгений (Вулгарис), Григориос Констандас и Константинос Кумас.
Процветание Амбелакии длилось недолго. Кооператив был разделён между партнёрами, что стало началом упадка. Вскоре после этого сильная конкуренция текстильной промышленности Манчестера, получение анилиновых красителей, жадность турецких властей, враждебность Али-паши Тепеленского и, прежде всего, банкротство банка Вены, всё это привело к тому, что, когда была объявлена Греческая революция в 1821 году, Амбелакия почти обезлюдела.
Особняк Йоргоса Мавроса сохранился в хорошем состоянии.

## Население
| Год  | Население, человек |
| ---- | ------------------ |
| 1991 | 428                |
| 2001 | 355                |
| 2011 | ↗ 388              |